# Shumsk (huyện)
Huyện Shumsk (tiếng Ukraina: Шумський район, chuyển tự: Shumsks’kyi raion) là một huyện của tỉnh Ternopil thuộc Ukraina. Huyện Shumsk có diện tích 838 km², dân số theo điều tra dân số ngày 5 tháng 12 năm 2001 là 36568 người với mật độ 44 người/km2. Trung tâm huyện nằm ở Shumsk.